# ЛОпуХИ: Эпизод первый
«ЛОпуХИ: Эпизод первый» — российская комедия, дебютная режиссёрская работа Сарика Андреасяна.

## Сюжет
Серёга, Женечек и Эндрю после неудачного выступления в местном доме культуры отправляются покорять Москву. Во время поиска места для выступления они отправляются в ночной клуб, где их принимают за артистов и дают выступить. Во время выступления глава клуба умирает. Троица начинает убегать. Замечая машину, они её угоняют, после чего обнаруживают кейс с кучей денег. Недолго думая, они отправляются домой, но в это время за ними по следу идёт мафия.

## В ролях
- Сергей Писаренко в роли Серёги
- Евгений Никишин в роли Женечки
- Эндрю Нджогу в роли Эндрю
- Надежда Ручка в роли агента Марии
- Дмитрий Нагиев в роли Аллена «Француза» Делона
- Михаил Полицеймако в роли Карлито Бриганте
- Михаил Горевой в роли помощника босса
- Александр Баширов в роли бомжа
- Сарик Андреасян — камео

## Производство
Режиссёр Сарик Андреасян вынашивал идею сценария более пяти лет.

## Критика

### Кассовые сборы
Фильм при бюджете 1,5 миллиона долларов смог заработать 4,6 миллиона долларов.

### Критический ответ
Фильм получил исключительно отрицательные отзывы от кинокритиков.